# Tjon Tjon
Tjon Tjon is een plaats in het district Sipaliwini in Suriname.
Het ligt op een eiland in de Tapanahonyrivier, samen met de dorpen Sajé en Agaigoni. De laatste heeft een landingsbaan en een polikliniek van de Medische Zending. Stroomafwaarts ligt het dorp Monpoesoe aan de rechteroever en Draai op een eiland. De dorpen liggen op 20 kilometer afstand van de grens met Frans-Guyana en op 190 kilometer van Paramaribo.
Affivisiti · Agaigoni · Ajokojokondre · Akani Pata · Aloepi 1 & 2 · Alopi · Antino · Antonio do Brinco · Apetina · Benanoe · Benzdorp · Clementi · Cottica · Draai · Drietabbetje · Gakaba · Godo-olo · Godoro · Granbori · Herminadorp · Intelewa · Kampoe · Kawemhakan · Koemakapan · Kontina · Lensidede · Maboga · Maisa Kampu · Manlobi · Moitaki · Monpoesoe · Nikie · Paloemeu · Peleloe Tepoe · Peruano · Poeketi · Poeloegoedoe · Ronaldo · Sajé · Tjon Tjon · Tutu Kampu · Wanfinga · Wehejok